# دايفيد هيلي
دايفيد هيلي (بالإنجليزية: David Healy)‏ هو عالم فلك أمريكي، ولد في 22 ديسمبر 1936 في لوس أنجلوس في الولايات المتحدة، وتوفي في 6 يونيو 2011 في سييرا فيستا في الولايات المتحدة.